# IC 2065
IC 2065 — галактика типу Sa (спіральна галактика) у сузір'ї Золота Риба.
Цей об'єкт міститься в оригінальній редакції індексного каталогу.